# اخلاق کاربردی
اخلاق کاربردی در حقیقت زیر مجموعهٔ اخلاق هنجاری است.به تعبیر دیگر، اخلاق کاربردی همان اخلاق هنجاری است، البته در حوزه‌های خاصی از زندگی فردی و اجتماعی.
اخلاق کاربردی در حقیقت درصدد آن است که کاربرد و اعمال منظم و منطقی نظریهٔ اخلاقی را در حوزهٔ مسائل اخلاقی خاص نشان دهد.مباحثی مانند اخلاق دانش اندوزی و علم اندوزی، اخلاق پژوهش،اخلاق نقد ،اخلاق گفتگو ، اخلاق محیط زیست ،اخلاق سیاست ،اخلاق جنسی، اخلاق همسرداری، اخلاق معیشت را می‌توان از مباحث مربوط به اخلاق کاربردی به‌شمار آورد.
اخلاق کاربردی شامل اخلاق حرفه ای هم می‌شود.منظور از اخلاق حرفه ای، تامل دربارهٔ ابعاد اخلاق مسائل و موضوعاتی است که به مشاغل خاصی مربوط می‌شود.مانند اخلاق پزشکی، اخلاق تجارت، اخلاق روزنامه‌نگاری و امثال آن.
به‌طور خلاصه می‌توان گفت اخلاق کاربردی، عبارت است از کاربرد و تطبیق استدلال‌ها، اصول، ارزش‌ها و ایده آل‌های اخلاقی دربارهٔ رفتارهای اخلاقی، اعم از رفتارهای فردی و اجتماعی، با توجه ویژه به معضلات و تعارضات اخلاقی.هدف از این نوع پژوهش نیز ارزش‌گذاری و ارزیابی اخلاقی و در نتیجه پذیرش یا انکار آن خط مشی‌ها ورفتارها است.
بنابراین، هر یک از مکاتب اخلاقی، دارای اخلاق کاربردی خاص خود است.برای نمونه، اخلاق کاربردی پذیرفتهٔ مکتب سودگرایی، قدرت گرایی یا قرارداد گرایی، با اخلاق کاربردی پذیرفته مکتب اخلاقی اسلام کاملاً متفاوت است.زیرا هر مکتبی بر اساس اصول و ضوابط اخلاقی خود به بررسی احکام اخلاقی در موارد خاص و ارائهٔ راه حل برای موارد تعارض وظایف می پردازند.